# Río Turienzo
El Turienzo es un río del interior de la península ibérica, afluente del Tuerto. Discurre por la provincia española de León.

## Descripción
El río discurre por la provincia de León. Tras dejar a ambos lados de su curso localidades como Andiñuela, Turienzo de los Caballeros, Santa Colomba de Somoza, San Martín del Agostedo, Val de San Román, Val de San Lorenzo, Morales del Arcediano, Oteruelo de la Valduerna, Piedralba y Cuevas, termina desembocando en el río Tuerto. Aparece descrito en el decimoquinto volumen del Diccionario geográfico-estadístico-histórico de España y sus posesiones de Ultramar de Pascual Madoz de la siguiente manera:

TURIENZO: r. en la prov. de Leon , part. jud. de Astorga : nace en las cord. divisorias con Ponferrada, y atraviesa el pais de Maragateria: sus aguas escasean en verano y riegan los pueblos de Andiñuela, Turienzo de los Caballeros, Sta. Colomba, San Martin del Agostedo, Val de San Roman, Val de San Lorenzo, Morales, Oteruelo, Piedralva y Cuevas : entra en el r. Tuerto despues de 5 leg. de curso. El valle es fértil para arbolado, y presenta varios ramales de las grandes esplotaciones que vienen desde las faldas del Teleno : tiene puentes de madera y por bajo de Cuevas lo atraviesa la carretera de Galicia por un puente de madera sobre pilares de piedra : es abundante de barbos, cangrejos y algunas truchas.
(Madoz, 1849, p. 185)

Perteneciente a la cuenca hidrográfica del Duero, sus aguas terminan vertidas en el océano Atlántico.